# Liste der Monuments historiques in Thun-l’Évêque
Die Liste der Monuments historiques in Thun-l’Évêque führt die Monuments historiques in der französischen Gemeinde Thun-l’Évêque auf.

## Liste der Objekte
| Bezeichnung                | Beschreibung          | Standort             | Kennzeichnung | Schutzstatus | Datum | Bild |
| -------------------------- | --------------------- | -------------------- | ------------- | ------------ | ----- | ---- |
| Tabernakel des Hauptaltars | Holz, 18. Jahrhundert | in der Kirche (Lage) | PM59006353    | Inscrit      | 1987  |      |
| Wandvertäfelung            | Holz, 19. Jahrhundert | in der Kirche (Lage) | PM59006354    | Inscrit      | 1987  |      |